# Karna
För andra betydelser, se Karna (olika betydelser).
Karna är ett svenskt kvinnonamn. Det är den skånska formen av namnet Karin, ursprungligt från namnen Katarina och Karolina. Namnet har spårats tillbaka till 1600-talet, sedan Skåne tillhörde Danmark. Det finns i Sverige drygt 300 personer vid namn Karna.
Namnsdag saknas.